# Hallerndorf
Hallerndorf är en kommun och ort i Landkreis Forchheim i Regierungsbezirk Oberfranken i förbundslandet Bayern i Tyskland.